# وحدات البيوت الجاهزة
أحد قطاعات المؤسسة الاقتصادية اليمنية تم تاسيسة في عام 2005 م، تم إنشاؤها لتلبية الاحتياجات الملحة لهذه الخدمة والتي تتمثل في صناعة وتسويق البيوت الجاهزة بمواصفات عالية الجودة يتوفر فيها الشكل الجميل والمتانة، مع سرعة التركيب وفي أي مكان نظراً لخفة نقل المواد وسرعة تجمعيها، وبالرغم أن البيوت الجاهزة تخدم قطاعات أو أسواق محدودة تتمثل في تجهيز مكاتب وإسكان العمالة وإدارة المشاريع العملاقة
ولنا أهداف في توسيع السوق المستهلك لهذه البيوت من خلال حملات دعائية وإعلانية للتعريف بهذة البيوت كسكن وخصوصاً في المناطق الساحلية من خلال إنشاء مجمعات سياحية و ( شاليهات ) على الشواطي اليمنية لتفعيل السياحة الداخلية وبالتالي نسهم في تحقيق التغيير في مفهوم السكن لدى المواطن اليمني والذي يعتبر أن المسكن يجب أن يكون قلعة حصينة الأمر الذي يشكل هم لفترات طويلة في البناء والكلفة وغالباً ما يتم البناء وبمواصفات لا تتناسب مع البيئة وخاصة في المناطق الساحلية .
لذا فنحن على ثقة كبيرة أن مستقبل البيوت الجاهزة واعد بالخير لوجود أدلة على أن هذه البيوت تعمر طويلاً كما في عدن وبعض المدن الساحلية التي لا تتأثر بالعوامل الطبيعية مثل الحرارة والرطوبة وغيرة ولما تتميز به من سهولة الصيانة وأيضاً أمكنية نقلها من مكان إلى أخر .